# Pseudopilanus chilensis
Espèce
Pseudopilanus chilensis est une espèce de pseudoscorpions de la famille des Chernetidae.

## Distribution
Cette espèce est endémique du Chili. Elle se rencontre dans les régions des Lacs et de Coquimbo.

## Description
Les mâles mesurent de 2 à 2,5 mm et les femelles de 2,8 à 3 mm.

## Étymologie
Son nom d'espèce, composé de chil(e) et du suffixe latin -ensis, « qui vit dans, qui habite », lui a été donné en référence au lieu de sa découverte, la Chili.

## Publication originale
- Beier, 1964 : Die Pseudoscorpioniden-Faunas Chiles. Annalen des Naturhistorischen Museums in Wien, vol. 67, p. 307-375 (texte intégral).